# Metamulciber ochreolineatus
Metamulciber ochreolineatus là một loài bọ cánh cứng trong họ Cerambycidae.